# Grouches-Luchuel
Grouches-Luchuel là một xã ở tỉnh Somme, vùng Hauts-de-France, Pháp.

## Địa lý
Thị trấn này tọa lạc trên đường D5, khoảng 25 dặm Anh về phía tây nam của Arras.
Một con suối nhỏ, chi lưu của Authie, chia đôi thị trấn.

## Dân số
| 1962                                                           | 1968 | 1975 | 1982 | 1990 | 1999 |
| -------------------------------------------------------------- | ---- | ---- | ---- | ---- | ---- |
| 320                                                            | 345  | 381  | 395  | 521  | 472  |
| Số liệu điều tra dân số từ năm 1962, dân số không tính hai lần |      |      |      |      |      |